# L'Atelier (film)
Pour les articles homonymes, voir L'Atelier et Atelier (homonymie).
Pour plus de détails, voir Fiche technique et Distribution.
L'Atelier est un drame français coécrit et réalisé par Laurent Cantet, sorti en 2017.

## Synopsis
Olivia, une romancière parisienne connue, anime à La Ciotat un atelier d'écriture avec un groupe de jeunes en insertion. Elle est notamment intriguée par Antoine, un jeune homme taciturne et peu sociable, qui fait bientôt figure de « mouton noir » du groupe où il fait des propositions d'écriture que les autres jugent choquantes. Olivia et Antoine, qui cherche une échappatoire à son quotidien en s'imprégnant d'une idéologie d'extrême droite (symbolisée par le leader Luc Borel, inspiré d'Alain Soral), nouent un rapport empreint d'attraction-répulsion.

## Fiche technique
- Titre original : L'Atelier
- Titre international : The Workshop
- Réalisation : Laurent Cantet
- Scénario : Robin Campillo et Laurent Cantet
- Décors : Serge Borgel
- Costumes : Agnès Giudicelli
- Photographie : Pierre Milon
- Son : Antoine Baudouin et Agnès Ravez
- Montage : Mathilde Muyard
- Musique : Édouard Pons
- Production : Denis Freyd
- Société de production : Archipel 35 / Archipel 33 ; SOFICA Soficinéma 13 (en association avec)
- Sociétés de distribution : Diaphana Films ; Agora Films Suisse (Suisse romande), Cinéart (Belgique) ; MK2 I MILE END (Québec)
- Pays de production :  France
- Langue originale : français
- Format : couleur
- Genre : drame
- Durée : 113 minutes
- Dates de sortie :
  - France : 22 mai 2017 (Festival de Cannes) ; 11 octobre 2017 (sortie nationale)
  - Suisse romande : 25 octobre 2017
  - Belgique : 8 novembre 2017
  - Québec : 2 mars 2018

## Distribution

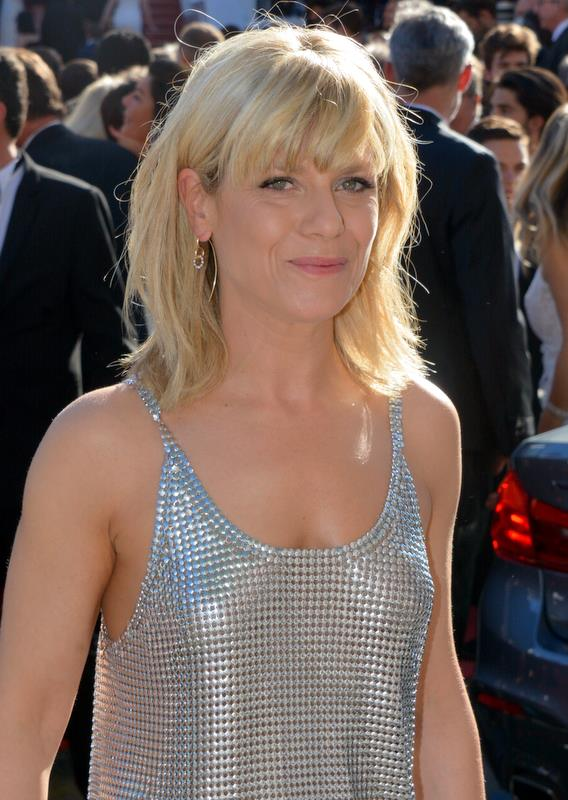
L'actrice principale Marina Foïs pour la présentation du film au Festival de Cannes 2017.

- Marina Foïs : Olivia
- Matthieu Lucci : Antoine
- Warda Rammach : Malika
- Issam Talbi : Fadi
- Florian Beaujean : Étienne
- Mamadou Doumbia : Boubacar
- Julien Souve : Benjamin
- Mélissa Guilbert : Lola
- Olivier Thouret: Teddy

## Distinctions

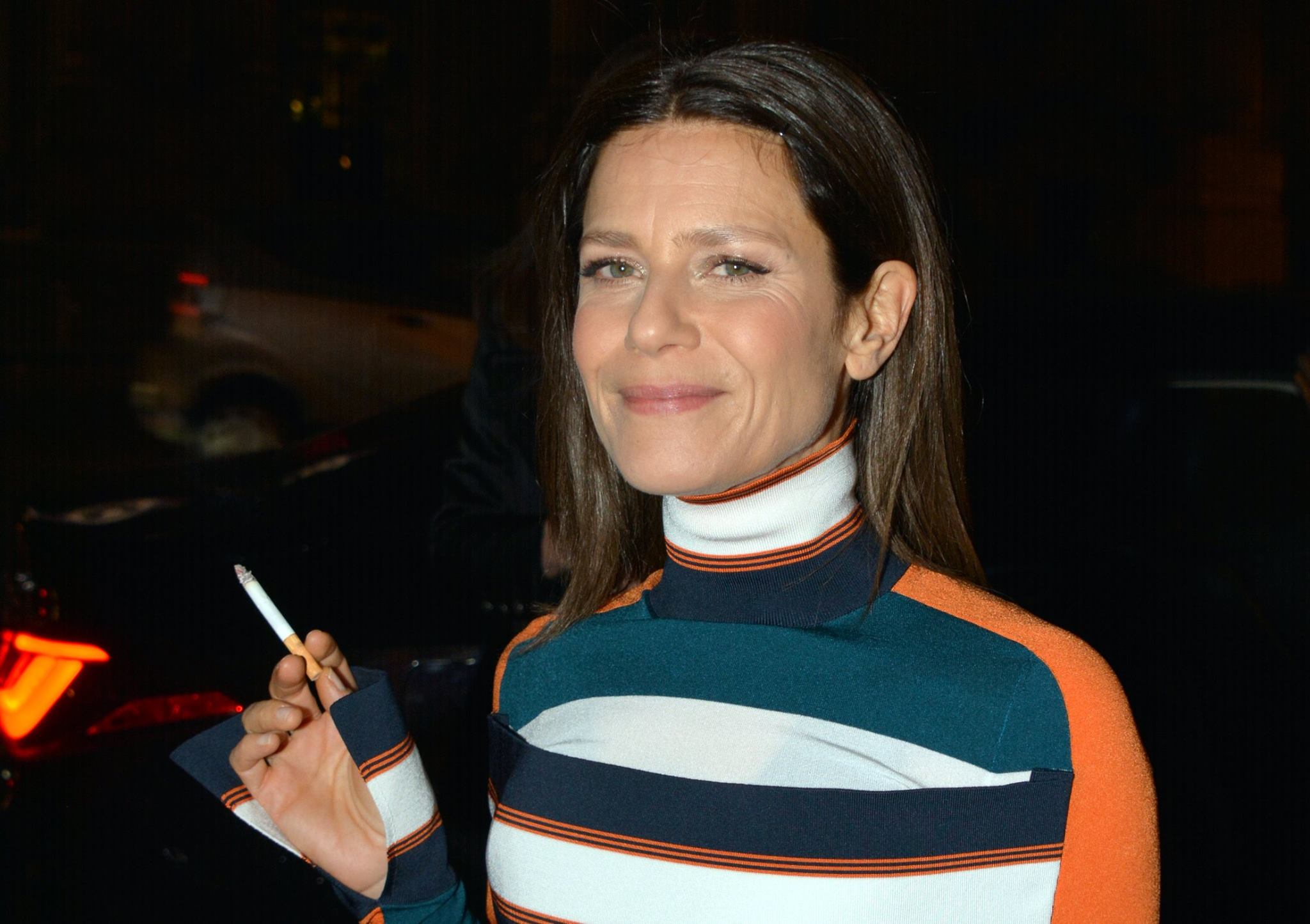
Puis au dîner des révélations des Césars 2018, à la suite de sa nomination dans la catégorie meilleure actrice.

### Nominations et sélection
- Festival de Cannes 2017 : sélection « Un certain regard »
- Lumières 2018 :
  - Meilleur réalisateur
  - Meilleur espoir masculin

## Accueil
« Jusqu'au bout, le film observe avec une grande gourmandise ce représentant du petit peuple blanc fascisant, omettant au passage de le définir sociologiquement. Il restera une idée, passablement confuse. La seule à exister réellement dans le film, c’est Olivia, la bourgeoise de gauche. Elle est le personnage principal du film, l’alter-ego des scénaristes, mais surtout le filtre qu’ils posent entre eux et la réalité de ce petit peuple trop longtemps méprisé qu’ils se décident soudain à filmer. Olivia doit-elle sauver le petit soldat Antoine ou se perdre en lui ? C’est la question posée par l’entretien qu’elle réalise avec lui et qui tourne en eau de boudin car elle ne choisit pas entre comprendre Antoine et dénoncer ses penchants fascistes. Mais en réalité elle ne pouvait pas choisir, puisque les scénaristes ont besoin de ce carburant fictionnel que constitue Antoine, objet de ces deux désirs contradictoires, pour alimenter le foyer de division dans la conscience bourgeoise. Là réside la limite du film : Antoine n’existe que pour cette conscience bourgeoise. Évoquer ce garçon et à travers lui la forêt de jeunes « fascistes » qu’il cache ne revenait après tout, pour la bourgeoisie intellectuelle de gauche, qu’à tourner autour d’elle-même, à parler une fois de plus de ses barrières morales et de ses facultés d’autocritique, de ses désirs et de son ennui. Le cercle de la mauvaise conscience n’a pas été brisé, la jeunesse FN reste un fantasme. »

— Mehdi Benallal, Le Monde diplomatique, novembre 2017

### Internet
- Dossier de presse L'Atelier